# Atharvaveda
Der Atharvaveda (Sanskrit, m., अथर्ववेद, Atharvaveda, alternativ Atharwaweda) ist eine der heiligen Textsammlungen des Hinduismus. Er enthält eine Mischung von magischen Hymnen, Zauberformeln und anderem Material, das offenbar sehr unterschiedlichen Alters ist. Obwohl vieles sprachlich deutlich jünger ist als die anderen drei Veden (zumindest des Rigveda), finden sich in ihm auch sehr alte Passagen. Man schätzt, dass der Atharvaveda in der zweiten Hälfte des letzten vorchristlichen Jahrtausends kanonisiert wurde, und auch dann erst mit den anderen drei Veden auf eine Stufe gestellt wurde. Er liegt in zwei Rezensionen oder Schulen vor, der bekannteren Shaunaka-Version, und der erst in jüngster Zeit besser erforschten Paippalada-Version. Der Atharvaveda umfasst 20 Bücher in 731 Hymnen mit ungefähr 6000 Versen. Ungefähr ein Siebtel des Atharvaveda ist aus dem Rigveda entnommen. Der Atharveda ist entstanden, als die Sesshaftwerdung in der Gangesebene schon abgeschlossen war. Das Wort für Tiger kommt hier vor, im früheren Rigveda hingegen noch nicht.
Jeder der vier Veden, das sind Rigveda, Samaveda, Atharvaveda und Yajurveda, umfasst vier Textschichten. Die älteste Schicht sind jeweils die Samhitas (Hymnen), die nächste Schicht sind die Brahmanas (Ritualtexte), dann kommen die Aranyakas (Waldtexte) und zuletzt die Upanishaden (philosophische Lehren).
Die anderen drei Veden waren bestimmten Priestern im vedischen Opferritual zugeteilt: der Hotri („Rufer“) musste den Rigveda auswendig können, der Udgatri („Sänger“) musste den Samaveda beherrschen, und der Adhvaryu (Opferpriester) musste die Mantras des Yajurveda kennen. Als der Atharvaveda in den Kanon aufgenommen wurde, wurde er schlichterhand dem Brahman zugeordnet, obwohl dieser Priester eigentlich die drei anderen Veden auswendig können musste, damit er das Ritual aus dem Hintergrund beobachten und bei Fehlern einschreiten konnte. Deswegen wird er auch als „Arzt des Opfers“ bezeichnet. Die Zuordnung des Brahman zum Atharva Veda ist also eher willkürlich.
Im Vergleich zu den drei anderen Veden hatte der Atharvaveda immer die Reputation, vor allem mit Magie zu tun zu haben. Atharvan bedeutet ursprünglich Feuerpriester. Eine andere Sorte Priester waren die Angiras. Magische Formeln, die helfen den Kranken zu heilen, waren Sache der Atharvans. Schwarze Magie, um Feinden oder Rivalen zu schaden, war die Sache der Angiras. Die Heiligkeit des Atharvaveda wurde wegen dieser magischen Inhalte immer etwas in Zweifel gezogen. Der Atharvaveda ist von großer Bedeutung hinsichtlich der medizinischen Vorstellungen der damaligen Zeit. Die Lieder und Zauber zum Heilen von Krankheiten gehören zu den magischen Heilriten (bhaishajyani). Exorzismus und „Frauenriten“ (Liebesmagie) werden ebenso beschrieben. Der Atharvaveda öffnet also ein Fenster zu einer völlig anderen Welt als die des Rigveda.